# 청라면
청라면(靑蘿面)은 대한민국 충청남도 보령시에 속한 면이다.

## 개요
청라면은 보령시 동북쪽에 위치하며, 보령의 대표적인 청정 지역으로 충남의 명산 오서산과 성주산에 둘러 쌓인 전형적인 농촌마을이다.

## 법정리
- 나원리
- 내현리
- 소양리
- 신산리
- 옥계리
- 음현리
- 의평리
- 장산리
- 장현리
- 향천리
- 황룡리

## 교육
- 옥계초등학교 (옥계리)
- 청보초등학교 (내현리)
- 청라초등학교 (나원리)
- 청라중학교 (의평리)